# Brycon opalinus
Brycon opalinus är en fiskart som först beskrevs av Cuvier, 1819.  Brycon opalinus ingår i släktet Brycon och familjen Characidae. Inga underarter finns listade.